# Фесенко Тетяна Сергіївна
Тетя́на Сергі́ївна Фесе́нко — українська військовослужбовиця, солдат Збройних сил України, учасниця російсько-української війни, що трагічно загинула під час російського вторгнення в Україну в березні 2023 року.

## Життєпис
Тетяна Фесенко народилася в 1992 році в Гостомелі на Київщині, де провела своє дитинство та закінчила загальноосвітню школу. Цікавилася футболом та гарно малювала, вишивала, ткала килими. Певний час Тетяна навчалась у Василькові, згодом здобула освіту аграрного спрямування. Працювала над створенням меблів: починала зі шліфування, потім почала працювати з різьбою, реставрацією. Головним чином займалась патиною. Утім, робота у меблевій сфері підкосила її здоров'я. Наприкінці 2021 року їй призначили та провели операцію: видалили частину матки й встановили дорогий імплант, а 5 січня 2022 року зняли шви. 11 лютого чоловіка Володимира Фесенка викликали до військової частини, почали готуватися до мобілізації. Подружжя заздалегідь підготували довіреність на випадок, якщо рідним доведеться вивозити Єлизавету, адже вона вирішила йти служити з чоловіком. З початком повномасштабного російського вторгнення в Україну добровільно мобілізувалася до лав ЗСУ. 24 лютого 2022 року вона разом з чоловіком відправила свою 8-річну дочку Єлизавету зі своєю матір'ю за кордон і дали їй нотаріальну довіреність на випадок того, якщо обоє загинуть, щоб вона могла законно взяти за дочку їхню дитину. Служила разом зі своїм чоловіком і перебувала на передовій у складі 129-го батальйону Територіальної оборони Києва, брали участь у боях за Гостомель, Бучу, Мощун, Старі Петрівці та за аеродром Жуляни. Разом з побратимами й кумами назвали свій підрозділ «Чорні лебеді» у складі 244-го розвідувального батальйону. Далі брали участь у визволенні Харківщини, де пережили пекельні бої. Військова після навчання стала стрільчинею та відмінно володіла кулеметом, автоматом, пістолетом Макарова та снайперською гвинтівкою. Мала позивний «Мурка», бо це була улюблена героїня мультиків її доньки. З переходом на Донеччину Таня з чоловіком та іншими бійцями сформували нову групу — «Памороки», члени якої виконували вкрай складні завдання.
5 березня 2023 року в Тетяну Фесенко, яка перебувала в окопі під Бахмутом на Донеччині, влучив снаряд. У цей час її чоловік зазнав контузії, проте доповз до дружини й два з половиною кілометри ніс її до пункту евакуації (Володимирові допомагали куми). Однак через осколкові поранення військова загинула. Осколки зайшли в ключицю та прошили Тетяну Фесенко повністю. Її побратим теж не вижив. Чин прощання із загиблою відбувся 11 березня 2023 року в Гостомелі на Алеї Слави.

## Родина
Тетяна Фесенко познайомилася з майбутнім чоловіком у 2013 році. Володимир Фесенко потрапив не на ту зустріч випускників коледжу, де й побачив уперше Таню. Вона призначила йому побачення, на яке не прийшла. Через місяць випадково зустрів її у кафе на іменинах подруги, але вона відмовила. Потім Володимир одружився, а Тетяна — вийшла заміж і народила доньку Єлизавету. У 2014 році Володимир пішов на фронт добровольцем. Ніс військову службу в добровольчому батальйоні «Химери», воював на Донецькому напрямку, а опісля — у 26-й артилерійській бригаді. Після повернення з АТО на сході України пара у 2017 році одружилася. Родина проживала в Мостищах на Київщині, а в 2019 році переїхали до столиці.